# 新博羅維齊
47°52′6″N 39°30′40″E / 47.86833°N 39.51111°E
新博羅維齊（烏克蘭語：Новоборовиці）是位於烏克蘭東部的村莊，由盧甘斯克州多夫然斯克區的多夫然斯克市鎮負責管轄。該村始建於1896年，面積61.3平方公里，海拔高度196米，2001年人口816，人口密度每平方公里13.3人。